# La dama de honor (Millais)
La dama de honor (en el original en inglés: The Bridesmaid) es una pequeña pintura de 28 x 20 cm del pintor inglés prerrafaelita John Everett Millais de 1851, en óleo sobre tabla. Muestra a una joven con algunos símbolos de boda. La obra se encuentra en el Museo Fitzwilliam de Cambridge.

## Simbolismo
En la Inglaterra de la época victoriana, se daba gran importancia a las tradiciones y simbolismos que rodeaban al matrimonio. Por ejemplo, existía la superstición generalizada de que una muchacha podía tener una visión de su futuro marido si pasaba un trocito de un pastel de bodas por un anillo de oro nueve veces. La joven de Millais parece estar realizando esta acción. Un trozo del pastel de bodas está sobre la mesa en el plato frente a ella, junto a una naranja que probablemente simboliza su virginidad.
El historiador del arte Tim Barringer también ve un significado más profundo en la obra, escribiendo: "Si bien la flor de azahar en su pecho es un símbolo de pureza y castidad, ella contempla la futura iniciación en la vida sexual de la noche de bodas con miedo y fascinación. Esta sugerencia está más o menos confirmada (quizás no conscientemente desde el punto de vista de Millais) por la forma fálica del azucarero de plata a la izquierda, que simboliza al hombre que está tratando de visualizar. Rompe la composición rígidamente simétrica de la obra y, por tanto, el equilibrio de su joven vida".
La modelo que posó para la obra era una modelo profesional y musa de Millais en ese momento, identificada como Miss McDowell. El dibujo subyacente incompleto, que es visible a través de las capas de pintura, sugiere que pintó el lienzo a partir de un modelo del natural. La representa en primer plano, ocupando casi todo el espacio, presionada cerca del borde, de una manera que recuerda a los retratos de finales de la Edad Media y principios del Renacimiento. La joven huele el intenso aroma de la flor de su ramillete y parece estar en trance. Esta impresión se ve reforzada por la composición frontal e icónica y los colores vivos aplicados en grandes áreas simétricas y ordenadas. En su diseño, la obra preludia los retratos de Millais de finales de la década de 1850, principalmente de mujeres jóvenes con una expresión facial indefinible y una mirada introspectiva. Los ejemplos incluyen los retratos de sus cuñadas Sophy y Alice Gray.

## Retratos femeninos

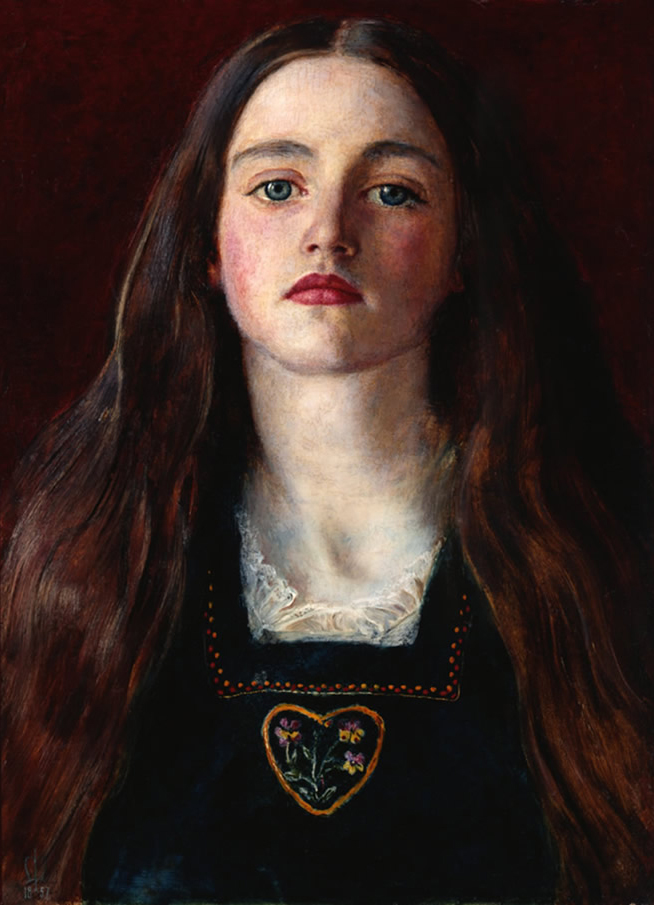
Retrato de Sophy Gray, 1857.
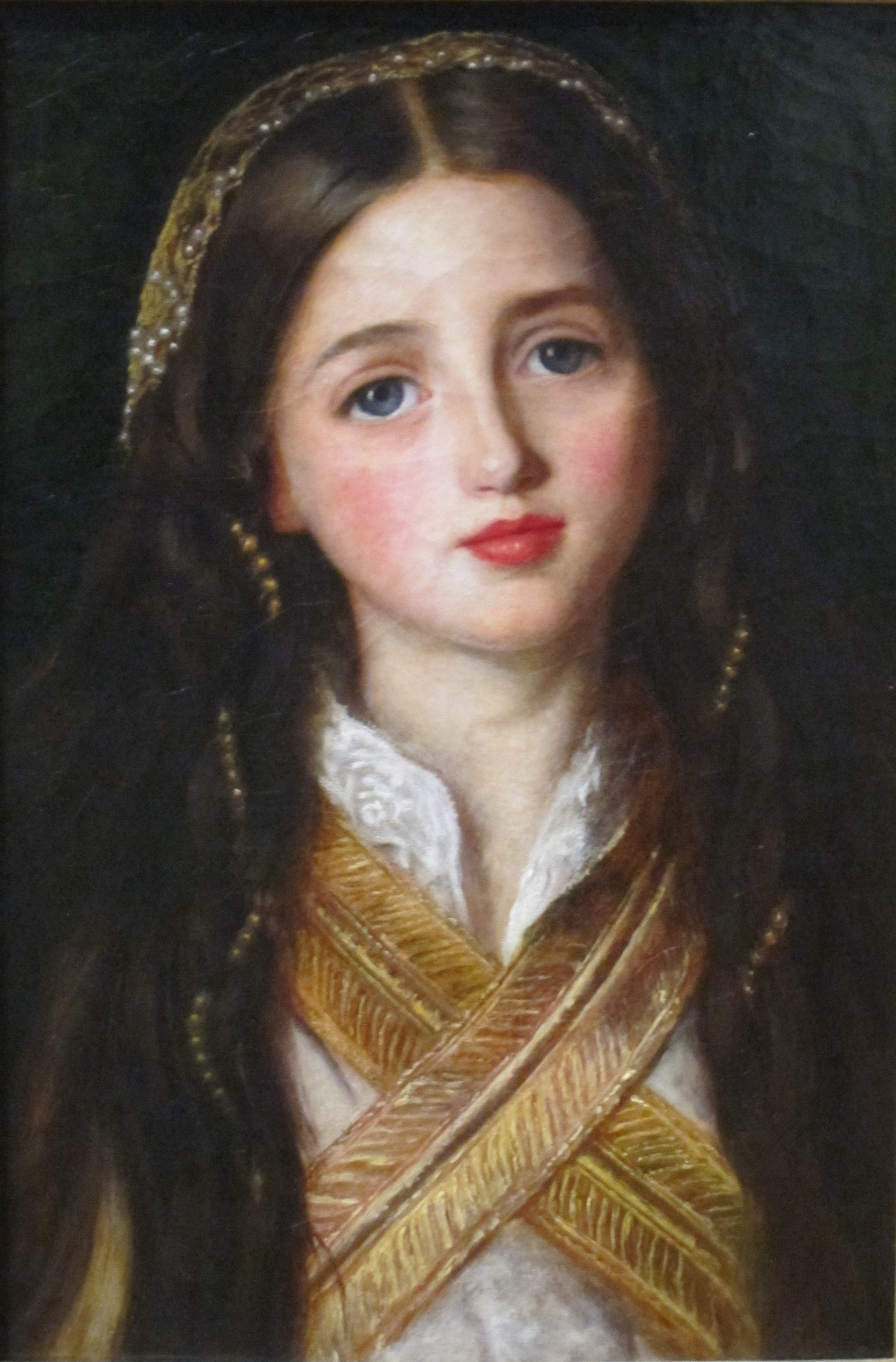
Retrato de Alice Gray, 1858.